# 平尾元彦
平尾 元彦（ひらお もとひこ、1963年9月 - ）は、日本の研究者。専門は、経済政策・地域経済・キャリア教育。経済学博士（広島大学にて取得）。山口大学教授。

## 略歴
1963年福岡県出身。福岡県立京都高等学校卒業。1986年筑波大学第三学群卒業。1991年に同大学経営・政策科学研究科修士課程修了。2004年広島大学大学院博士課程社会科学研究科マネジメント専攻修了。同大学にてマネジメント学博士取得
。

## 職歴
1986年、財団法人計量計画研究所にて、経済・システム分析研究室助手、1990年４月、同経済研究室研究助手、1991年４月財団法人九州経済調査協会調査研究部研究員、1992年4月に同　情報開発部研究員、1993年4月同情報開発部研究主査、1995年同調査研究部　主任研究員、1996年に同主任研究員を経て、同年9月に広島大学経済学部　講師・附属地域経済研究センター研究員に就任。1997年4月呉大学社会情報学部講師、1999年4月同大学社会情報学部助教授を経て、2003年4月山口大学学生支援センター助教授、2008年4月より、同大学大学教育機構教授に就任。

## 所属学会
- 応用地域学会、日本計画行政学会、広島大学マネジメント学会、キャリアデザイン学会、日本インターンシップ学会[2]。

## 活動
- 平尾元彦教授 社会活動

## 書籍
- 『新地方の時代と中堅企業』(1995年版九州経済白書、(共著)  1995年）
- 『中国地域の経済と産業立地の課題』（『新たな対応を模索する中国地域産業(中国地域経済白書1998)』(共著)   1998年）
- 『高齢化時代の市場変革と中国地域の課題』(共著)『高齢化社会に対応した新たなビジネスの動向』(中国地域経済白書2000)   2000年）

## 論文
- 「就職活動を通じた地元志向の変化」（共著）田中久美子、大学教育、2016年）[3]
- 平尾元彦 論文